# Kirsten Vangsness
Kirsten Vangsness (7 juli 1972) is een Amerikaans actrice van Noorse afkomst. Ze speelt sinds 2005 computerdeskundige Penelope Garcia in de CBS-misdaadserie Criminal Minds.
Vangsness studeerde af aan de Cerritos High School in Cerritos in juni 1990. Ze brak oorspronkelijk door in het theater, waar ze onder meer de Best Actrice Award, de Los Angeles Drama Critics Award voor beste opkomende Comic Actrice Betty en de Golden Award won.
Vangsness is naast actrice ook een schrijfster wier werk is gepubliceerd in Los Angeles Times Magazine. Haar verloofde is filmredactrice Melanie Goldstein. Het stel was van plan om te trouwen in Texas in het voorjaar van 2009, na bijna drie jaar samen te zijn.

## Filmografie
- Dave Made a Maze (2017) als Jane
- In My Sleep (2009) als Madge
- Scream of the Bikini (2009) als decorateur
- Criminal Minds als Penelope Garcia (91 episodes, 2005-2023)
- Tranny McGuyver (2008) als tv-nieuwsverslaggever
- A-List (2006) als Blue
- LAX - als Stephanie (3 episodes, 2004)
- Phil of the Future - als Veronica (1 episode, 2004)
- Sometimes Santa's Gotta Get Whacked (1998) als Tooth Fairy
- Criminal Minds: Suspect Behavior als Penelope Garcia (2011)
- Criminal Minds: Beyond Borders als Penelope Garcia (2016/2017)